# 卡拉烏巴斯 (北里約格朗德州)
卡拉烏巴斯（葡萄牙語：Caraúbas）是巴西的城鎮，位於該國東北部，由北里約格朗德州負責管轄，始建於1868年，面積1,095平方公里，海拔高度144米，2014年人口21,750，人口密度每平方公里19.86人。